# Ladîjînka, Babanka
Ladîjînka (în ucraineană Ладижинка) este o comună în raionul Babanka, regiunea Cerkasî, Ucraina, formată numai din satul de reședință.

## Demografie
Componența lingvistică a comunei Ladîjînka
     Ucraineană (98,88%)
     Alte limbi (1,08%)
Conform recensământului din 2001, majoritatea populației comunei Ladîjînka era vorbitoare de ucraineană (98,88%), existând în minoritate și vorbitori de alte limbi.

## Legături externe
- pl Ładyżynka în Dicționarul geografic al Regatului Poloniei și al altor țări slave, volum V (Kutowa Wola — Malczyce) anul 1884

- pl Ładyżynka, wieś nad Jatraniem, powiat humański, gmina Ładyżynka în Dicționarul geografic al Regatului Poloniei și al altor țări slave, volum XV, p. 2 (Januszpol — Wola Justowska)1902